# Zabrid, Velîkîi Bereznîi
Zabrid (în ucraineană Забрідь) este un sat în așezarea urbană Velîkîi Bereznîi din raionul Velîkîi Bereznîi, regiunea Transcarpatia, Ucraina.

## Demografie
Componența lingvistică a localității Zabrid
     Ucraineană (98,8%)
     Alte limbi (1,04%)
Conform recensământului din 2001, majoritatea populației localității Zabrid era vorbitoare de ucraineană (98,8%), existând în minoritate și vorbitori de alte limbi.